# Pitiquito
Pitiquito är en kommunhuvudort i Mexiko.   Den ligger i kommunen Pitiquito och delstaten Sonora, i den nordvästra delen av landet, 1 800 km nordväst om huvudstaden Mexico City. Pitiquito ligger 318 meter över havet och antalet invånare är 5 157.
Terrängen runt Pitiquito är huvudsakligen platt, men åt sydost är den kuperad.  Trakten runt Pitiquito är nära nog obefolkad, med mindre än två invånare per kvadratkilometer. Närmaste större samhälle är Heroica Caborca, 10,9 km väster om Pitiquito. Omgivningarna runt Pitiquito är i huvudsak ett öppet busklandskap.